# Будівельна вулиця (Мелітополь)
Вулиця Будівельна — вулиця в Мелітополі, одна з центральних вулиць історичних районів Новий Мелітополь та Юрівка. Починається від Польовий вулиці, перетинає Піщаний струмок, Інтеркультурну вулицю і закінчується, зливаючись з Ногайською вулицею.
За радянських часів з 26 жовтня 1939 була відома під назвою «вулиця Ворошилова». На хвилі десталінізації, 29 жовтня 1957 вулиця, що носить ім'я ще живого на той момент К. Є. Ворошилова, була перейменована і до 1981 року називалася Будівельною вулицею. 12 березня 1981, вже після смерті Ворошилова, вулиця знову була названа його ім'ям.
21 березня 2016 року розпорядженням т.в.о. голови Запорізької ОДА була перейменована на «Будівельну».
7 квітня 2023 року, під час Російського вторгнення в Україну, російська окупаційна влада Мелітополя видала наказ про повернення вулиці імені Ворошилова.
По вулиці проходять автобусні маршрути № 9, 10, 11А, 25А, 36. До вулиці примикає Мелітопольський завод тракторних гідроагрегатів.